# Artigisa dentilinea
Artigisa dentilinea là một loài bướm đêm trong họ Erebidae.